# چیل‌ورث، ساری
چیل‌ورث (به انگلیسی: Chilworth) یک روستا در بریتانیا است که در ساری واقع شده‌است. چیل‌ورث ۱٬۹۲۸ نفر جمعیت دارد.